# Stânca Japca
Stânca Japca este un monument al naturii de tip geologic sau paleontologic în raionul Florești, Republica Moldova. Este amplasat în preajma mănăstirii omonime, în apropierea drumului care leagă satele Sănătăuca, Bursuc și Japca. Are o suprafață de 10 ha. Obiectul este administrat de Primăria comunei Japca.

## Descriere
Stânca este amplasată la 1 km nord de satul Japca și la 0,5 km sud-est de satul Sănătăuca.
Din punct de vedere geologic, stânca Japca este parte a recifului Japca. Are o înălțime maximă de 170 m. În partea de jos se disting roci de vârstă cretacică, pe un segment vertical de aprox. 35 m, peste care este dispusă o colecție de conglomerate de vârstă badeniană, cu grosimea de aprox. 15 m. Mai sus, se succed roci volhiniene, reprezentate prin marne și nisipuri. Urmează stratele de vârstă basarabiană, alcătuite din nisipuri care trec în calcare biogene în partea de sus.
Biohermul este reprezentat de colonii de briozoare, alături de care se găsesc cochilii de Mactra fabreana (d'Orbigny) și Tapes gregarius (Partsch). Procesele endocarstice au creat în calcare o serie de grote și peșteri. Spre sud de calcarele biogene aflorează calcare lumașele și oolitice, în care a fost săpată mănăstirea Japca.

## Statut de protecție
Obiectivul a fost luat sub protecția statului prin Hotărîrea Sovietului de Miniștri al RSSM din 13 martie 1962 nr. 111, iar statutul de protecție a fost reconfirmat prin Hotărîrea Sovietului de Miniștri al RSSM din 8 ianuarie 1975 nr. 5 și Legea nr. 1538 din 25 februarie 1998 privind fondul ariilor naturale protejate de stat. Deținătorul funciar al monumentului natural era, la momentul publicării Legii din 1998, Întreprinderea Agricolă „Moldova”, dar între timp acesta a trecut la balanța Primăriei comunei Japca.
Aria protejată prezintă interes științific de însemnătate internațională pentru cartarea geologică și studiul stratigrafic al formațiunilor sedimentare ale Platformei Est-Europene, cât și pentru colectarea materialului geologic și paleontologic. Are o mare importanță ca rezervație peisagistică și o valoare științifică pentru silvicultori, botaniști, pedologi, zoologi etc.
Conform situației din anul 2016, aria naturală nu avea instalat un panou informativ. Există mărturii că în preajma acestuia sunt depozitate gunoaie de către localnici și se fac săpături. Este recomandată introducerea ariei protejate în traseele turistice din zonă, mai ales în baza proximității sale cu mănăstirea Japca.

## Galerie de imagini

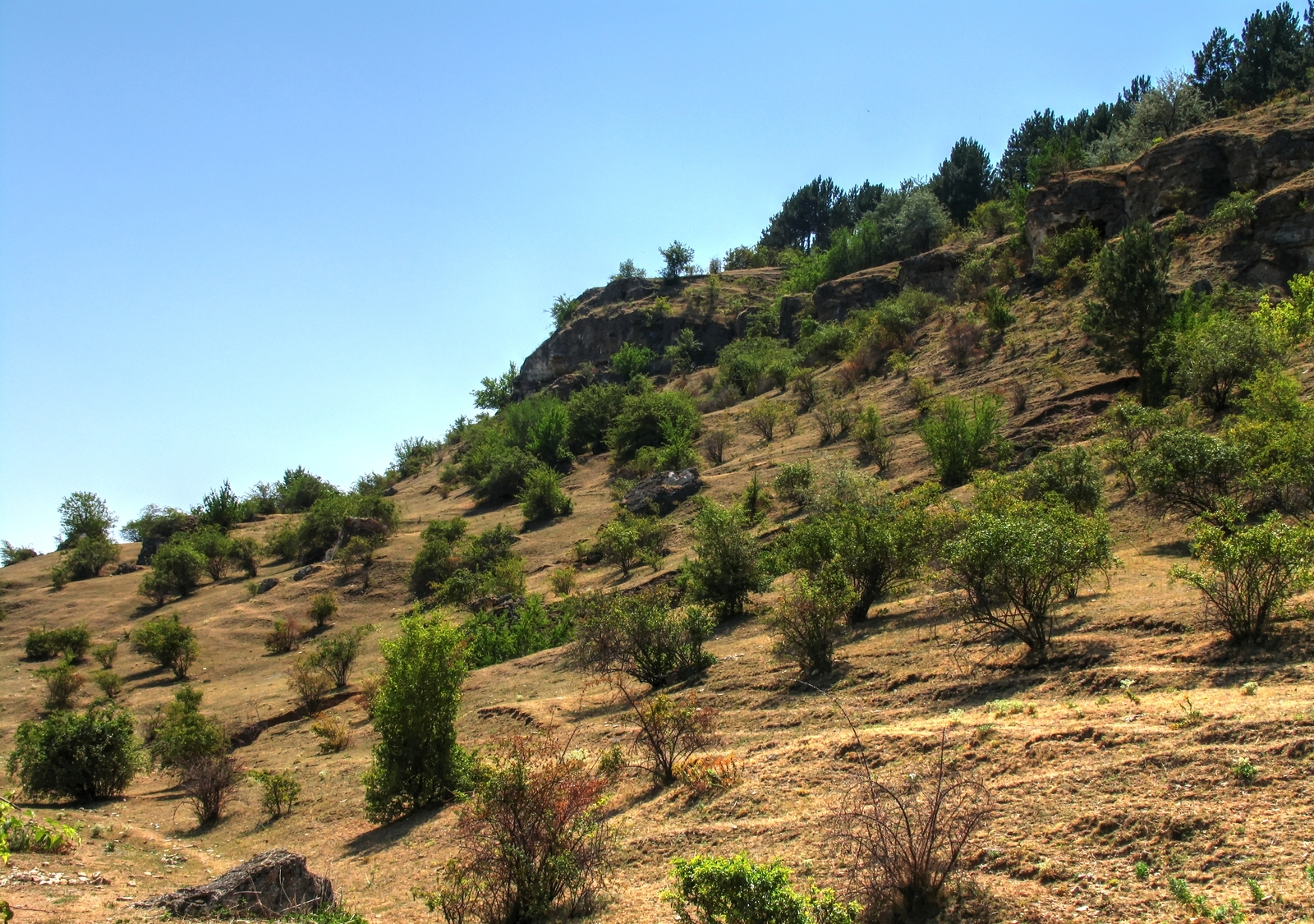
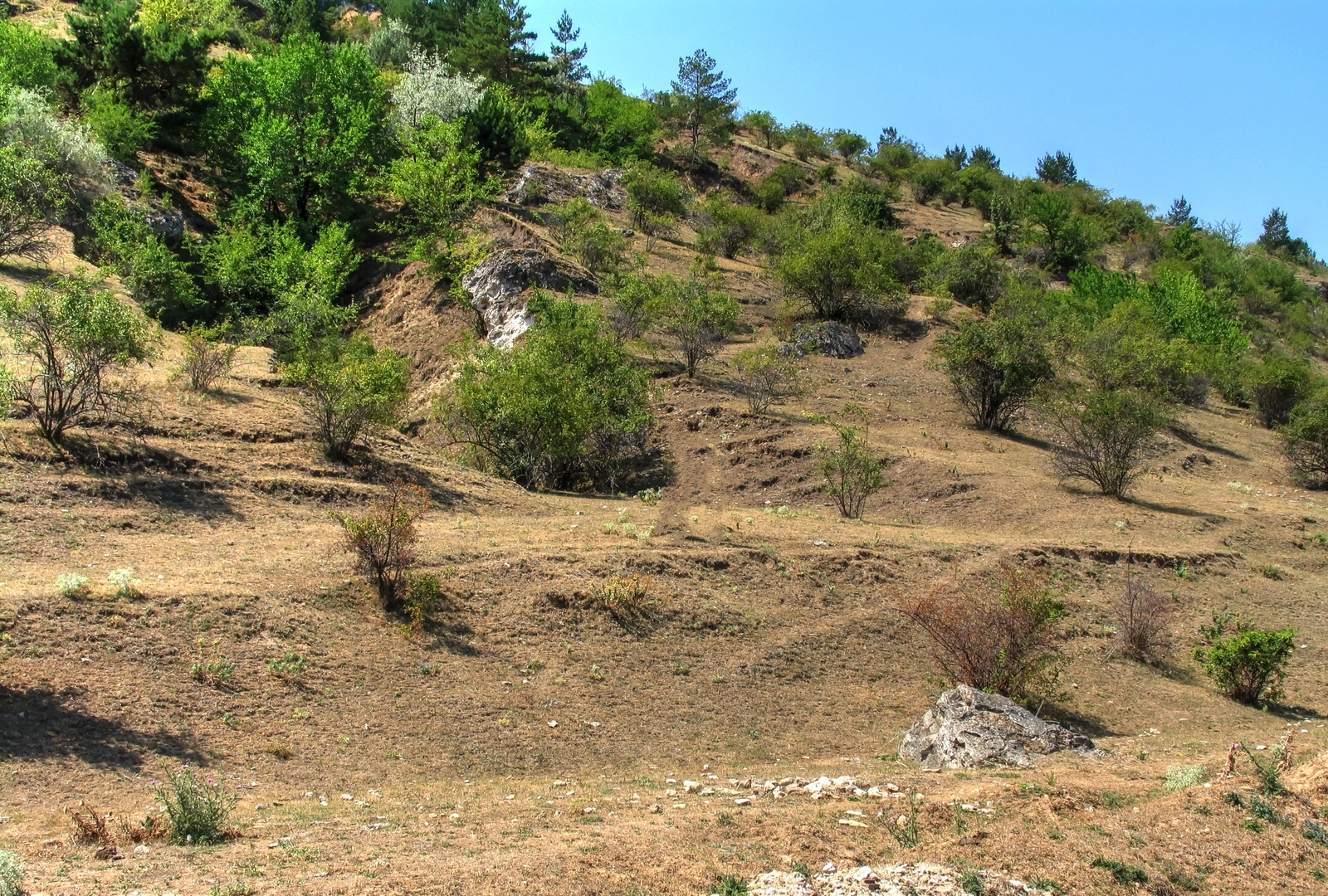
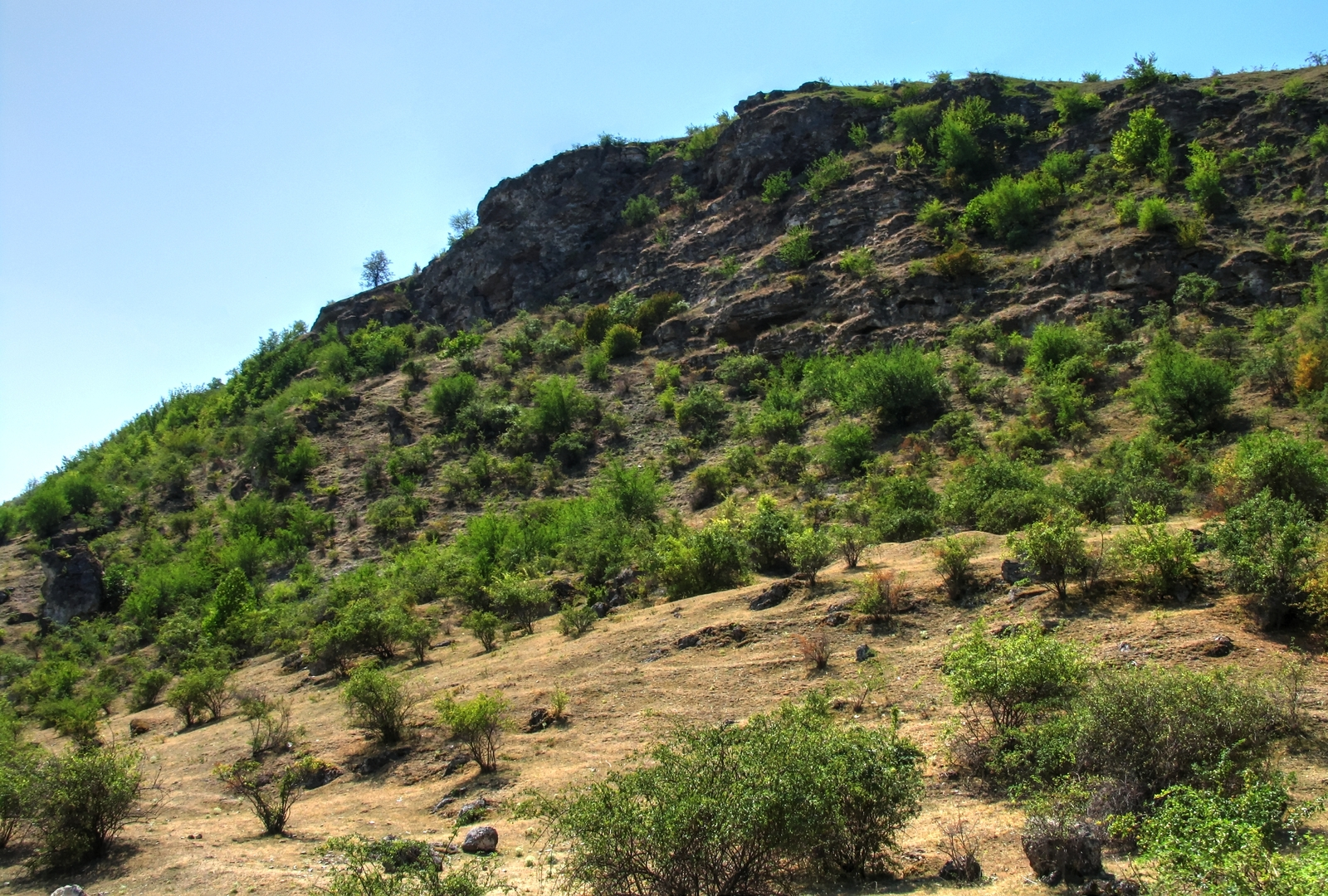
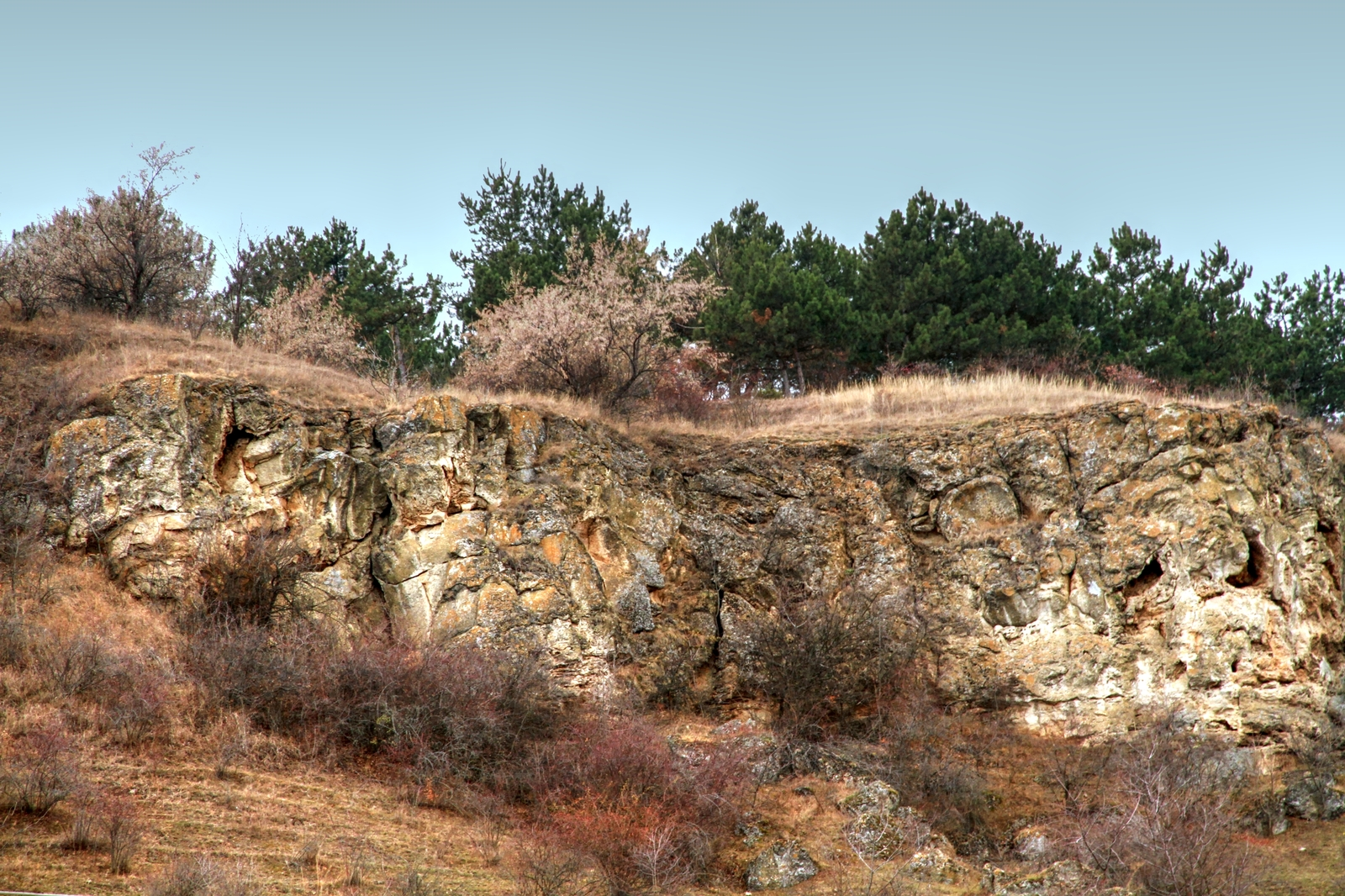